# 瓦石峡镇
瓦石峡镇，是中华人民共和国新疆维吾尔自治区巴音郭楞蒙古自治州若羌县下辖的一个乡镇级行政单位。
2012年，新疆维吾尔自治区人民政府批复同意撤销瓦石峡乡建制，设立瓦石峡镇。

## 行政区划
瓦石峡镇下辖以下地区：
乌都勒吾斯塘村、吾塔木村、新建村、牧业村和塔什萨依村。